# Carnegiella schereri
Carnegiella schereri är en fiskart som beskrevs av Fernández-yépez, 1950. Carnegiella schereri ingår i släktet Carnegiella och familjen Gasteropelecidae. Inga underarter finns listade.